# شمال‌غربی ایالات متحده

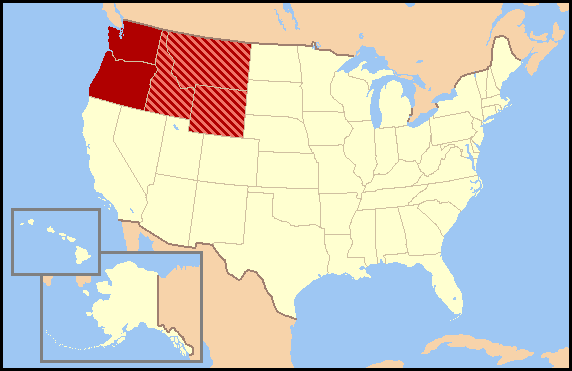
ایالت‌های مشخص شده با رنگ قرمز، ناحیه شمال‌غربی ایالات متحده را نشان می‌دهد

شمال‌غربی ایالات متحده (انگلیسی: Northwestern United States) یا ایالت‌های شمالِ‌غربی آمریکا، منطقهٔ جغرافیایی غیررسمی در ایالات متحده آمریکا است، که شامل ایالت‌های اورگن، واشینگتن و آیداهو، مونتانا و وایومینگ می‌باشد. ناحیه شمال غربی ایالات متحده بخشی از منطقه غربِ ایالات متحده محسوب می‌شود، که در همسایگی ایالت‌های جنوب غربی آمریکا و ناحیه دشت بزرگ مستقر می‌باشد.